# Dvokrilac
Dvokrilac je zrakoplov s dva krila postavljenih jedan iznad drugog. Prvi avion pokretan vlastitim motorom, Flyer1 braće Wright, bio je dvokrilac kao i mnogi koji su ga slijedili. Iako dvokrilac ima dosta konstrukcijskih prednosti, krila proizvode veći otpor nego slični zrakoplovi s jednim krilom. Napredak u tehnologiji izrade i vrstama materijala kao i težnja za što većim brzinama dvokrilne zrakoplove je već krajem 1930-ih stavilo u drugi plan.
Oba krila dvokrilnog aviona proizvode uzgon iako on nije dvostruko veći od uzgona na sličnom zrakoplovu s jednim krilom. To je zato što efekt krila (uzgon) ovisi o njegovoj izloženosti struji zraka tijekom leta. Kod dvokrilca gornje i donje krilo koristi gotovo isti djelić atmosfere što dovodi do međusobnih negativnih aerodinamičkig utjecaja. U usporedbi s jednokrilcem iste površine krila, dvokrilac proizvodi više otpora a manje uzgona (što se donekle ublažilo postavljanjem jednog krila ispred drugog). Kod krila s vitkosti 6 i međusobnoj udaljenosti za dužinu njegove tetive dvokrilac može proizvesti samo 20% više uzgona od sličnog zrakoplova s jednim krilom.
Na dvokrilcu je donje krilo učvršćeno za trup zrakoplova dok se gornje nalazi iznad trupa. Krila su međusobno povezana i učvršćeni pomoću cjevastih upornica i žičanih zatega koje na sebe primaju momente sila na istezanje i savijanje. Takva izvedba dozvoljava lakša krila a ujedno im daje iznimno jaku čvrstoću. Krilca i flapsovi za kontrolu nagiba i brzine mogu biti ugrađeni na jednom ili oba krila. Uobičajeno se krilca ugrađuju na gornje a zakrilca na donje krilo. 
Na nekim avionima donje krilo je znatno manje površine od gornjeg, ponekad samo dovoljne veličine da se na njega pričvrste upornice. Druga inačica je dvokrilac na kojem su krila jedan ispred drugoga, jedno na nosnom a drugo na repnom dijelu aviona.